# Eine unbeliebte Frau
Eine unbeliebte Frau (Verweistitel Eine unbeliebte Frau – Ein Taunuskrimi) ist ein deutscher Fernsehfilm aus dem Jahr 2013. Die Literaturverfilmung basiert auf Motiven des gleichnamigen Romans von Nele Neuhaus und ist die zweite Folge der Krimiserie Der Taunuskrimi. Als Ermittlergespann agieren Tim Bergmann und Felicitas Woll. Die Haupt-Gastrollen sind mit Ursula Karven, Juergen Maurer, Arnd Klawitter, Dörte Lyssewski, Doris Golpashin und Julia Bremermann besetzt.

## Handlung
Isabel Kerstner hetzt durch ein Maisfeld. Auf freiem Feld fällt sie um. „Sechs Stunden früher“ begibt sich Oberstaatsanwalt Joachim Hardenbach in den Wald zur Jagd. Zur selben Zeit befindet sich eine Kindergartengruppe, die einen Ausflug macht, in dem fraglichen Waldstück. Auch Marie, die kleine Tochter des Tierarztes Dr. Michael Kerstner und seiner Frau Isabel, befindet sich unter den Kindern. Als Marie Rehe sieht, läuft sie tiefer in den Wald hinein. Die Kindergärtnerin bemerkt die Abwesenheit von Marie erst, als ein Schuss fällt. Kriminalhauptkommissar Oliver von Bodenstein und seine Mitarbeiterin Pia Kirchhoff vom Dezernat für Gewaltverbrechen bei der Regionalen Kriminalinspektion in Hofheim werden gerufen. Während Michael Kerstner befragt wird, findet der Hund von Pia Kirchhoff die Leiche von Joachim Hardenbach, der anscheinend Selbstmord verübt hat. Kerstner macht sich große Sorgen um Marie, weicht aber bei Fragen über seine Frau Isabel aus. Hängen beide Fälle zusammen? In der Nähe des Waldes, wo Marie verschwunden ist, wird ein Porsche gesehen, der auf Kerstner zugelassen ist. Dieser behauptet, dass das Auto ausschließlich von Isabel Kerstner gefahren werde. Nachdem er sie seit Ewigkeiten nicht mehr gesehen habe, sei sie vor ein paar Tagen zu ihm gekommen und habe eine schnelle Scheidung sowie das Sorgerecht für Marie gewollt. Er habe in diesem Gespräch auch erfahren, dass er nicht der leibliche Vater von Marie sei. Bodenstein und Kirchhoff stellen sich die Frage, ob Isabel Kerstner die Gelegenheit genutzt hat, das Kind während des Ausflugs zu entführen.
Die Kriminalbeamten fahren zum Gut Waldhof, wo die Frau vom Oberstaatsanwalt Hardenbach vermutet wird. Dort findet gerade eine Pferdeauktion statt. Auf dem Gut kennt man auch Isabel Kerstner. Sie führt normalerweise auf den Auktionen die Hengste des Gestütsbesitzers Friedhelm Döring vor und geht mit den Käufern abends noch essen. Dörings Masche ist es, lahme, billige Reitpferde aufzukaufen und diese kurz vor der Auktion von seinem polnischen Stallmeister Karol dopen zu lassen. Isabel Kerstner ist nicht sehr beliebt auf dem Gut, da sie vielen Männern den Kopf verdreht und ihr Ruf nicht der beste ist. An diesem Tag hat sie allerdings nur ein Pferd vorgeführt und ist direkt danach verschwunden.
Kurze Zeit später findet man Isabel Kerstner tot bei der Burgruine in Eppstein auf. Ihr Auto befindet sich unverschlossen ganz in der Nähe. Es sieht wie Selbstmord aus. Bei der gerichtsmedizinischen Untersuchung wird aber ein Betäubungsmittel gefunden, das normalerweise in der Tiermedizin eingesetzt wird. Pia Kirchhoff erinnert sich daran, auf dem Gut zufällig mitgehört zu haben, wie die Tierärztin Dr. Sylvia Wagner sich am Telefon bei jemandem beschwert hat, dass zwei Ampullen des Betäubungsmittels manipuliert gewesen seien, da man ihnen ein wirkungsloses Mittel zugesetzt habe. Als Bodenstein und Kirchhoff weiter im Leben von Isabel Kerstner forschen, bringen sie in Erfahrung, dass diese seit der Trennung von ihrem Mann die Miete für ein Apartment in Bad Homburg gezahlt hat, jedoch in einem anderen Apartment in Frankfurt am Main wohnte. Als Bodenstein sich Zutritt zu dieser Wohnung verschafft, sichtet er eine Kamera, die direkt auf das im Raum stehende Bett gerichtet ist. Nachdem er von jemandem von hinten niedergeschlagen worden ist, gelingt es Pia Kirchhoff, ihn mittels einer Handyortung ausfindig zu machen. Durch einen am Hals einer Katze befestigten zufällig entdeckten USB-Stick erfahren die Beamten, dass Isabel Kerstner mit Döring unter einer Decke steckte. Nach erfolgreichem Pferdeverkauf bei Döring bot Isabel Kerstner den Käufern noch ihren Körper an. Auf dem Stick befindet sich auch der Mitschnitt von einem Treffen mit Joachim Hardenbach. In diesem Mitschnitt erzählt Hardenbach Isabel Kerstner, dass er von Döring erpresst werde, jetzt, da er befördert werden soll. In der Vergangenheit habe er Döring mehrmals einen Gefallen getan: so habe er ein Gutachten abgelehnt, eine Anklage gegen ihn fallen lassen und ihn vor einer Razzia gewarnt. Dafür habe Döring ihm Geld gegeben und Reisen spendiert und sie, Isabel, habe er ihm auch gegeben. Isabel erzählt Hardenbach sodann, dass seine Frau sie angerufen habe. Sie habe ihn beschatten lassen und wisse von ihren gemeinsamen Treffen. Ein Motiv für den Tod von Hardenbach ist gefunden. Hat dieses Motiv aber auch mit dem Tod von Isabel Kerstner zu tun?
Nachdem sich der Stallmeister Karol seltsam verhält, vor den Ermittlern flieht und Friedhelm Döring mit blutverschmiertem Gesicht und ausgebreiteten Armen an einem Gitter hängend auf seinem Hof gefunden wird, sucht Oliver von Bodenstein die frühere Gutsbesitzerin Marianne Jagoda auf, die er schon von klein auf kennt. Sie hatte nach ihrer Insolvenz das Gut an Friedhelm Döring verkaufen müssen. Ihr blieb nur noch das lebenslange Wohnrecht im Herrenhaus. Für Bodenstein ist klar, dass Marie bei Jagoda ist. Er erfährt von ihr, dass ein Mann namens Filipe Desplastes Maries Vater sei. Er war Marianne Jagodas große Liebe, hatte sie dann aber um ihr Erbe gebracht und sich Isabel Kerstner zugewandt. Alles, was ihr geblieben war, war Marie, das Kind ihres Liebhabers. Diese habe ihr Isabel jetzt auch noch wegnehmen wollen, da sie plante, sich mit dem Kind nach Paraguay abzusetzen. Nachdem Marianne Jagoda die kleine Marie in die Obhut von Pia Kirchhoff entlassen musste, kann Bodenstein es nicht verhindern, dass sie sich mit einem Gewehr erschießt.
Es stellt sich heraus, dass Marianne Jagoda Karol beauftragt hatte, Isabel Kerstner das Kind wegzunehmen. Als sie sich wehrte, wurde der Stallknecht gewalttätig, woraufhin Isabel versuchte, durch ein Maisfeld zu fliehen. Karol streckte sie daraufhin mit einem Schuss aus einem Blasrohr nieder, um sie zu betäuben. Dabei stürzte sie so unglücklich, dass sie sich das Genick brach. Um die Todesumstände zu vertuschen, warf Karol die Leiche später vom Turm der Burgruine in Eppstein. Es sollte so aussehen, als habe Isabel Kerstner sich in den Tod gestürzt. Karol ist inzwischen verhaftet worden, Döring hingegen will nicht sagen, wer ihn so zugerichtet hat.
Da außer Kerstner nur Bodenstein und Kirchhoff wissen, dass Marie nicht die leibliche Tochter von Michael Kerstner ist, schweigen die Ermittler um Maries willen, damit sie bei dem Mann bleiben kann, der für sie ihr Vater ist.

## Produktion

### Produktionsnotizen
Produziert wurde der Film von der All in production im Auftrag des ZDF. Die Dreharbeiten erstreckten sich über den Zeitraum vom 29. August bis 29. September 2012. Die Filmaufnahmen entstanden im Taunus.
Nele Neuhaus, auf deren Roman das Drehbuch fußt, ist in einem Cameo-Auftritt in einer Tierarztpraxis zu sehen.

### Privates der Ermittler
Oliver von Bodensteins Frau Cosima erfährt, dass sie wieder schwanger ist, ist sich jedoch im Gegensatz zu ihrem Mann nicht darüber im Klaren, ob sie das Kind behalten will, da die Schwangerschaft sie in ihrer Berufsausübung behindern würde. Am Ende der Folge hat sie sich jedoch entschlossen, das Kind auszutragen, ein Mädchen, das den Namen Sophia erhalten soll.

### Vorlage, Veröffentlichung
Mit Eine unbeliebte Frau wurde das erste Buch der Bodenstein & Kirchhoff-Reihe verfilmt. Ausgestrahlt wurde der Film am 13. Mai 2013 im ZDF. In Spanien wurde er am 11. Februar 2017 unter dem Titel La mujer no deseada veröffentlicht.
Studio Hamburg Enterprises gab den Film am 13. Mai 2013 auf DVD heraus.

## Rezeption

### Einschaltquote
Der Film wurde bei seiner Erstausstrahlung von 7,09 Mio. Zuschauern eingeschaltet, was einem Marktanteil von 22 % entsprach. Bei seiner ersten Wiederholung erreichte er immer noch 5,57 Mio. Zuschauer bei 18 % Marktanteil.

### Kritik
Heike Hupertz von der Frankfurter Allgemeinen bemängelte: „In ‚Eine unbeliebte Frau‘ nach Nele Neuhaus trifft eine starre Handlung auf hilflose Schauspielkunst.“ Weiter führte Hupertz aus, das Drehbuch sei „im Bemühen, tausendundeine Wendung und Figuren der Vorlage durch Streichen und Straffen irgendwie in den dramaturgischen Griff zu bekommen, in seiner Und-dann-und-dann-Struktur noch schlichter geraten als sein Vorgänger“. Die Kritikerin zog das Fazit: „Liebhaber von Nele-Neuhaus-Krimis kann man vor diesem dreisten Fall von Etikettenschwindel nur warnen.“
Der Autor Dieter Wunderlich sah das ähnlich negativ und schrieb: „Die temporeich, mit raschen Schnitten und im ständigen Wechsel der Perspektiven entwickelte Geschichte ist abstrus, und aus den Figuren werden keine Charaktere. Mit schauspielerischen Leistungen kann ‚Eine unbeliebte Frau‘ auch nicht punkten.“
TV Spielfilm zeigte mit dem Daumen zur Seite, gab für Humor einen und für Spannung zwei von drei möglichen Punkten und stellte die Frage: „Ob es an der Straffung der Vorlage liegt? Diese zweite Neuhaus-Adaption bietet ein solch dichtes Plot- und Personalgestrüpp, dass so einiges im Unklaren bleibt und man als Zuschauer die Orientierung verliert.“ Fazit: „Puh, ziemlich viel los im ‚idyllischen‘ Taunus.“
Auch Rainer Tittelbach von tittelbach.tv kritisierte die Machart des Films und meinte, die Krimi-Story falle „gerade noch in die Kategorie ‚Business-as-usual‘“. Aber auch sonst fand der Kritiker kaum etwas, was er hätte positiv bewerten können: „Auch die Optik – inklusive Felicitas Woll – ist gelegentlich dem ZDF-Montagsfernsehfilm angemessen. Alles andere ist vor allem erzählökonomisch und dramaturgisch tiefstes 70er-Jahre-Erklär-TV und – genretechnisch – wie sich Lieschen Müller einen Kriminalfilm vorstellt! Ein Dialog jagt die nächste Stilblüte. Das Ergebnis ist ein Frage-und-Antwort-Spielchen nach Reinecker Art. Alles in ‚Eine unbeliebte Frau‘ zielt auf Wirkung. Da kann die Branche prima ablästern!“ Eine unbeliebte Frau spiele, „was Erzählökonomie, Dramaturgie und Dialoge“ angehe, „in der  untersten Fernsehfilm-Liga“, stellte Tittelbach fest.
Kino.de meinte, es sei „kein Wunder, dass das ZDF zügig zur Verfilmung“ geschritten sei, da „die Taunus-Krimis von Nele Neuhaus beliebte Bestseller“ seien. Auch Kino.de griff die zuvor bemängelten Dinge auf und schrieb weiter: „Der von Thomas Roth in Szene gesetzte Krimi ‚Eine unbeliebte Frau‘ verwirrte mit einer überladenen Story und zu vielen Figuren. Die Dialoge aus dem Drehbuch von Anna Tebbe wirkten uninspiriert und altbacken. Obwohl die Autorin selbst die Adaption ihres Buches lobte, zeigten sich ihre Fans eher enttäuscht.“
Ähnlich las sich das auch bei Quotenmeter.de: „Das Grundgerüst für einen passablen Fernsehkrimi ist vorhanden, jedoch fehlen sämtliche Elemente, die aus diesem Gerüst ein stimmiges Gesamtwerk machen. Die Figurenzeichnungen stammen aus der Klischee-Mottenkiste (die verruchte Rabenmutter, die arroganten oberen Zehntausend, …) und die Dialoge sind allesamt ungeschliffen. Die Kommissare fragen Verdächtige geradeheraus nach den wichtigen Informationen, während Nebenfiguren nur dazu dienen, Exposition zu liefern. Und am Ende geht eh alles so aus, wie man es spätestens nach der Hälfte der Laufzeit erwartet.“ Das ZDF tue sich mit dem zweiten Taunuskrimi „keinen Gefallen“, hieß es weiter, da die Krimi-Hauptfiguren „zu Pappfiguren degradiert, der prominente Name der Buchautorin Nele Neuhaus für eine dünne, fernsehtaugliche, verwässerte Version des Bestsellers ‚Eine ungeliebte Frau‘ verschachert und die Atmosphäre, die sich zunächst als Aushängeschild der neuen Krimireihe anschickte, ersatzlos gestrichen“ worden seien.